# Gunvor Nelson
Gunvor Nelson   (Estocolm, 28 de juliol de 1931 - Suècia, 6 de gener de 2025) va ser una directora de cinema sueca.

## Biografia
Va néixer a Suècia, però va deixar el seu país natal a mitjan anys 1950 per estudiar als Estats Units. El 1965, quan va fer la seva primera pel·lícula amb Dorothy Wiley (Schmeerguntz), molt poques dones eren reconegudes com a cineastes independents, per bé que Brakhage, Anger, Warhol i molts altres autors masculins ja fossin aclamats pel seu treball.
Les seves imatges, ambigües i poètiques, parlen dels somnis, de la infantesa, de la memòria, de la idea de la casa o pàtria i dels seus desplaçaments, de l'envelliment, de la mort, de les dificultats de comunicació entre generacions, de l'ús o el mal ús del cos femení. Les seves representacions de la dona mai no són obertament polítiques, però tampoc simplistes (sovint exploren la sensualitat i l'erotisme i critiquen la representació de les dones en la societat), encara que Nelson negà expressament que el seu art sigui feminista.
Nelson manipulà el material per mitjà de sobreimpressions, collages, pintures i dibuixos d'una manera subjectiva, de vegades obertament emocional i expressiva, de vegades contemplativa i serena. Els efectes del llenguatge i del so sobre la imatge mòbil realcen l'estètica onírica de les seves pel·lícules. La seva fascinació per la representació dels materials potser es deu a la seva formació artística com a pintora. Nelson transformà la filmació visualment mitjançant la pintura i l'animació i després edità la imatge i el so amb molta cura. També solia disposar diverses coreografies sonores superposades, que influeixen en la percepció de la imatge.